# Mine de Pine Point
Pour les articles homonymes, voir Pine Point.
La mine de Pine Point est une ancienne mine à ciel ouvert de plomb et de zinc située dans les Territoires du Nord-Ouest au Canada.
La mine a permis la construction de la ville de Pine Point, qui a été abandonnée après la fermeture de la mine.